# Disparitions (série télévisée)
Pour les articles homonymes, voir Disparition (homonymie).
Disparitions est une série télévisée française créée par Yves Ellena, Daniel Moosmann, Claude Barrois, diffusée sur Antenne 2 à partir du 9 mars 1984.

## Synopsis
Catherine Kovacs, ex-universitaire, n'est pas un flic quelconque. Idéaliste et fouineuse, elle croit en sa mission et forme avec Luc, un ancien inspecteur de l'anti-gang blessé et muté dans ce service une équipe solide et efficace...

## Distribution
- Victor Garrivier : Inspecteur Ciccolini (6 épisodes)
- Catherine Leprince : Katherine Kovacs (6 épisodes)
- Luc Merenda : Luc Costella (6 épisodes)

## Épisodes
1. Trous de mémoire (diffusé le 9 mars 1984)
2. A brève déchéance (diffusé le 16 mars 1984)
3. Double fond (diffusé le 23 mars 1984)
4. Rumeurs (diffusé le 30 mars 1984)
5. La fille de Londres (diffusé le 6 avril 1984)
6. Vice-versa (diffusé le 13 avril 1984)